# Björn Gelotte
Björn Gelotte je gitarist švedskog melodičnog death metal sastava In Flames.  Pridružio se sastavu kao bubnjar 1995., te ostao na poziciji bubnjara dok Niklas Engelin nije napustio sastav, kad je zauzeo sadašnje mjesto gitarista.

## Ostali projekti
Prije nego što se pridružio In Flames, Björn Gelotte je bio član grupe Sights.  
Trenutačno zajedno s Jesper Strömbladom piše pjesme za All Ends u kojem Björnova sestra sudjeluje kao jedna od pjevača. Ni jedan od njih ne planira svirati u All Ends radi svojih obaveza u In Flames.

## Vanjske poveznice
|  | Zajednički poslužitelj ima još gradiva o temi Björn Gelotte |

- In Flames
- Ferret Music  Arhivirana inačica izvorne stranice od 28. rujna 2007. (Wayback Machine)
- Nuclear Blast